# Комплекс земської лікарні (Нова Прилука)
Комплекс земської лікарні — пам'ятка культурної спадщини, розташована у с. Нова Прилука Липовецького району Вінницької області. Нині комплекс будівель, що збудований у 1912 році використовує Турбівська міська лікарня (розташований неподалік з межею села із Турбовом).
Збудована у стилі європейського модерну. До комплексу входять кілька будівель.

## Галерея

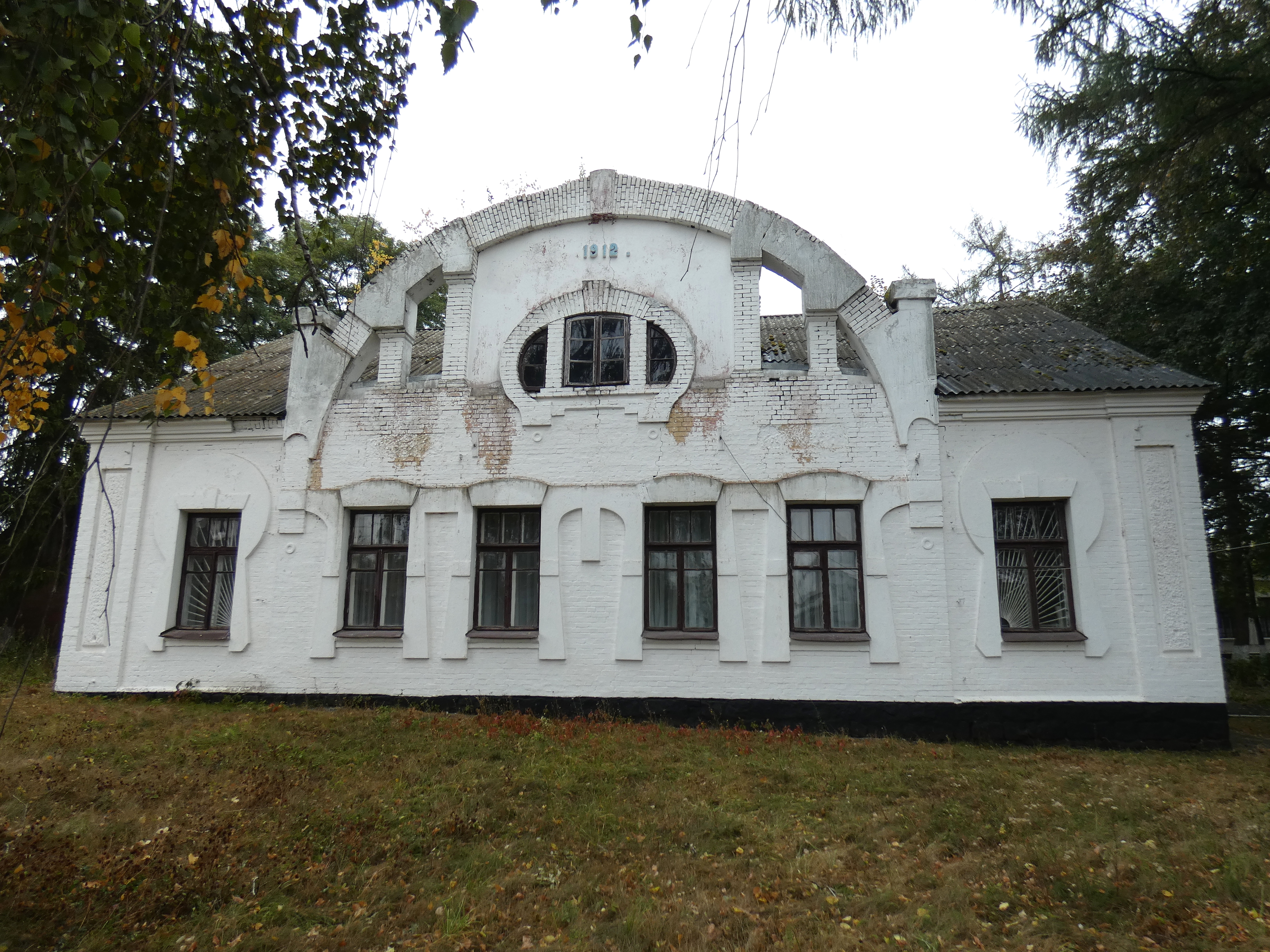
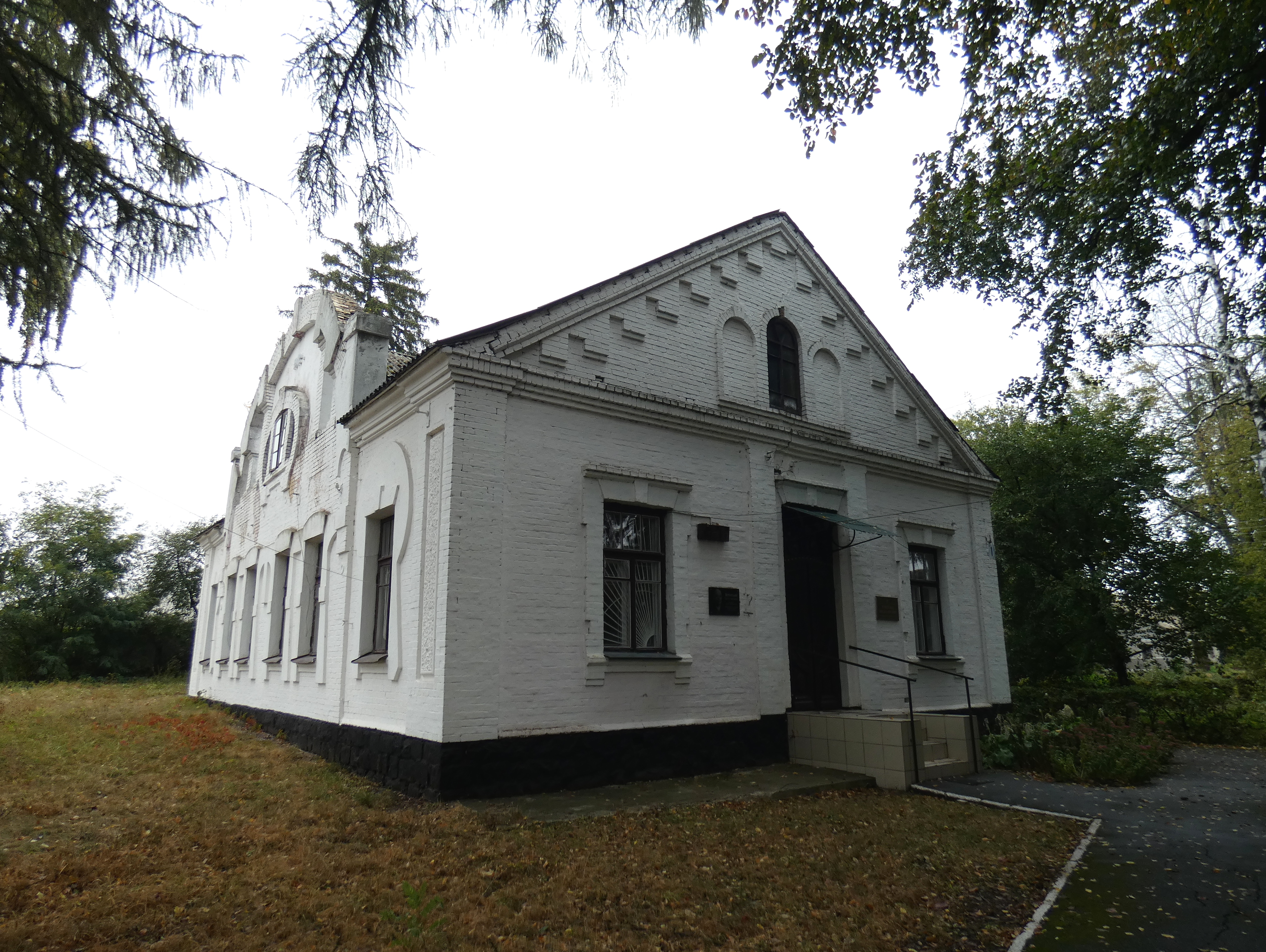
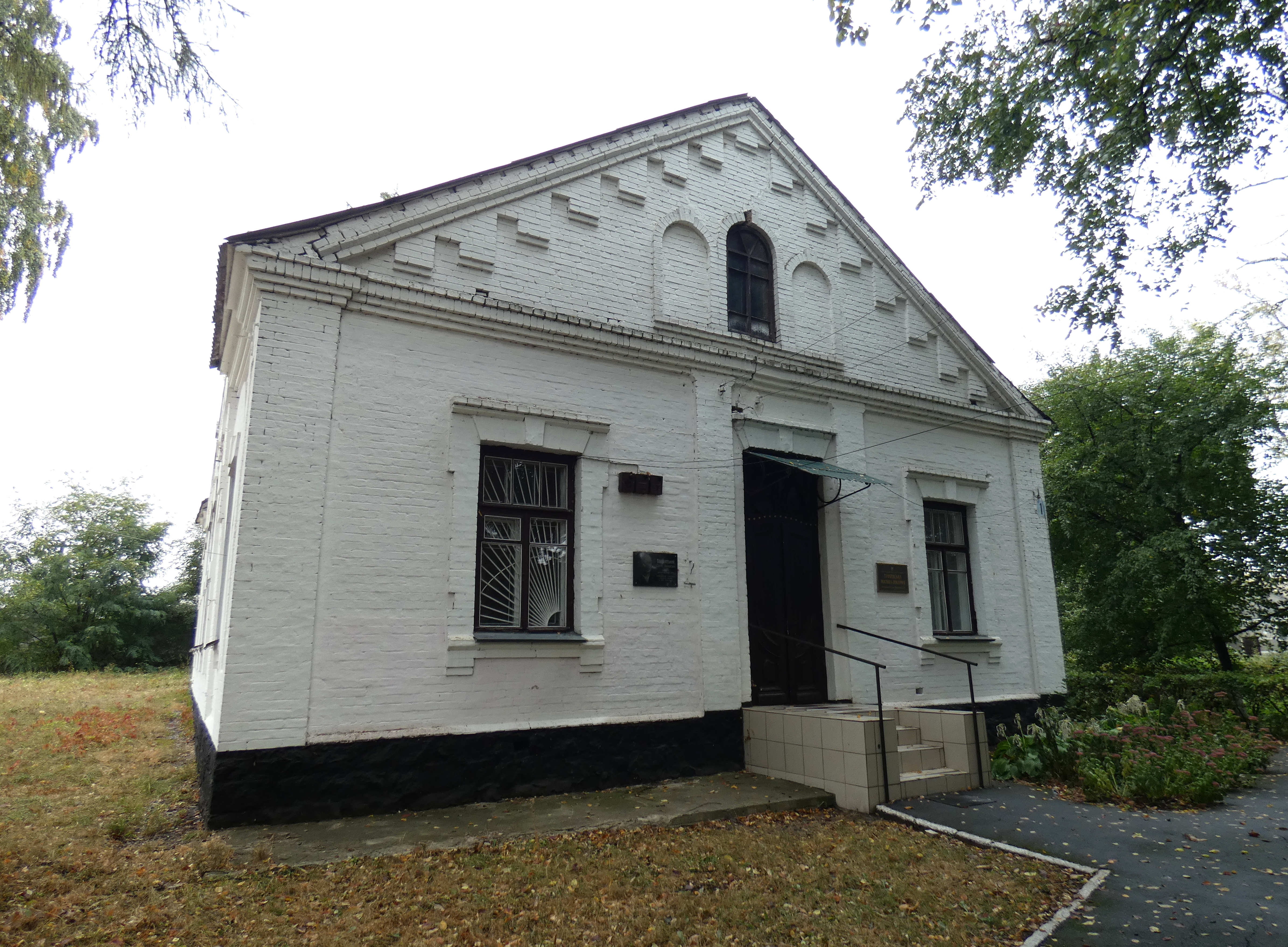
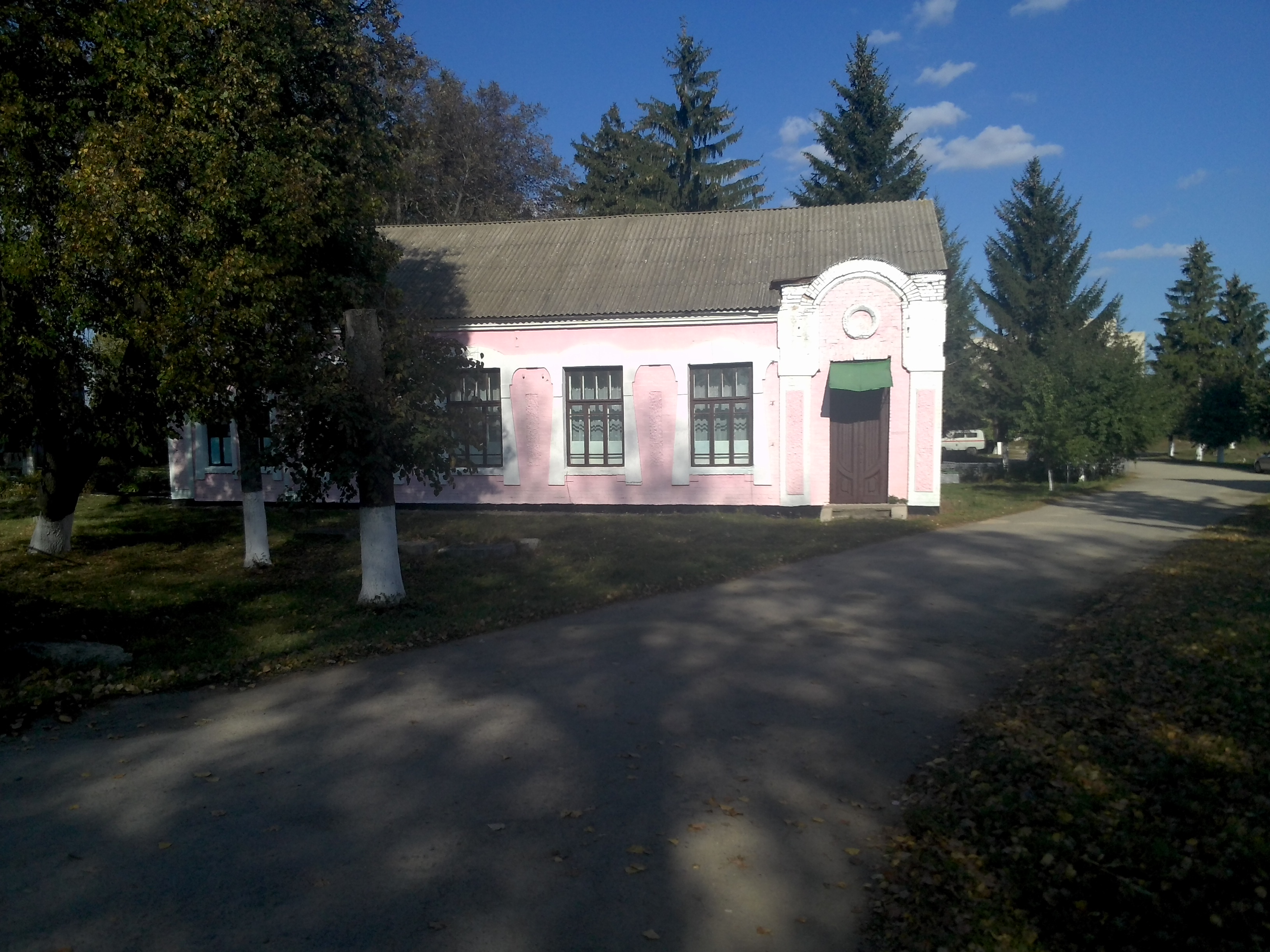
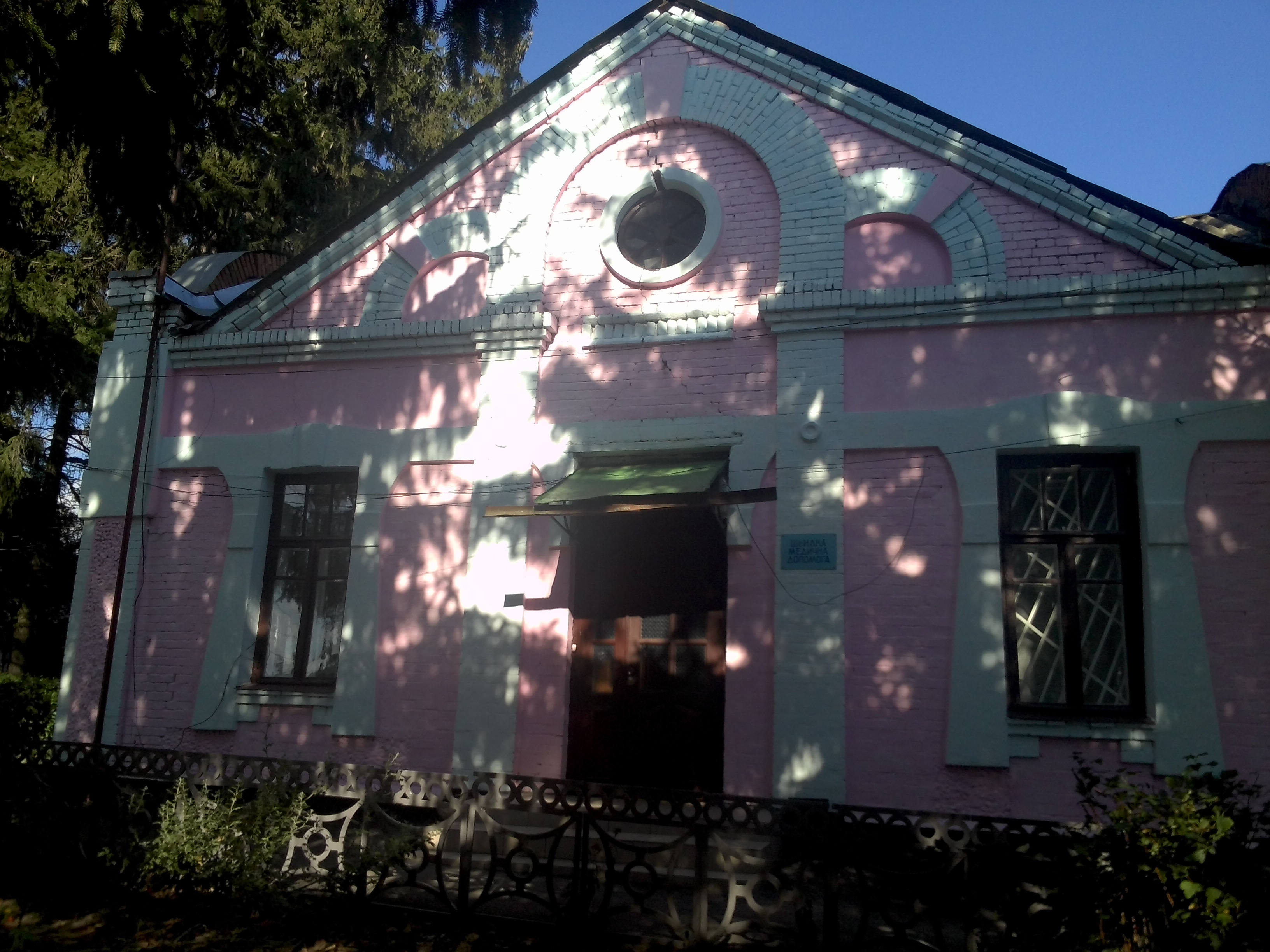
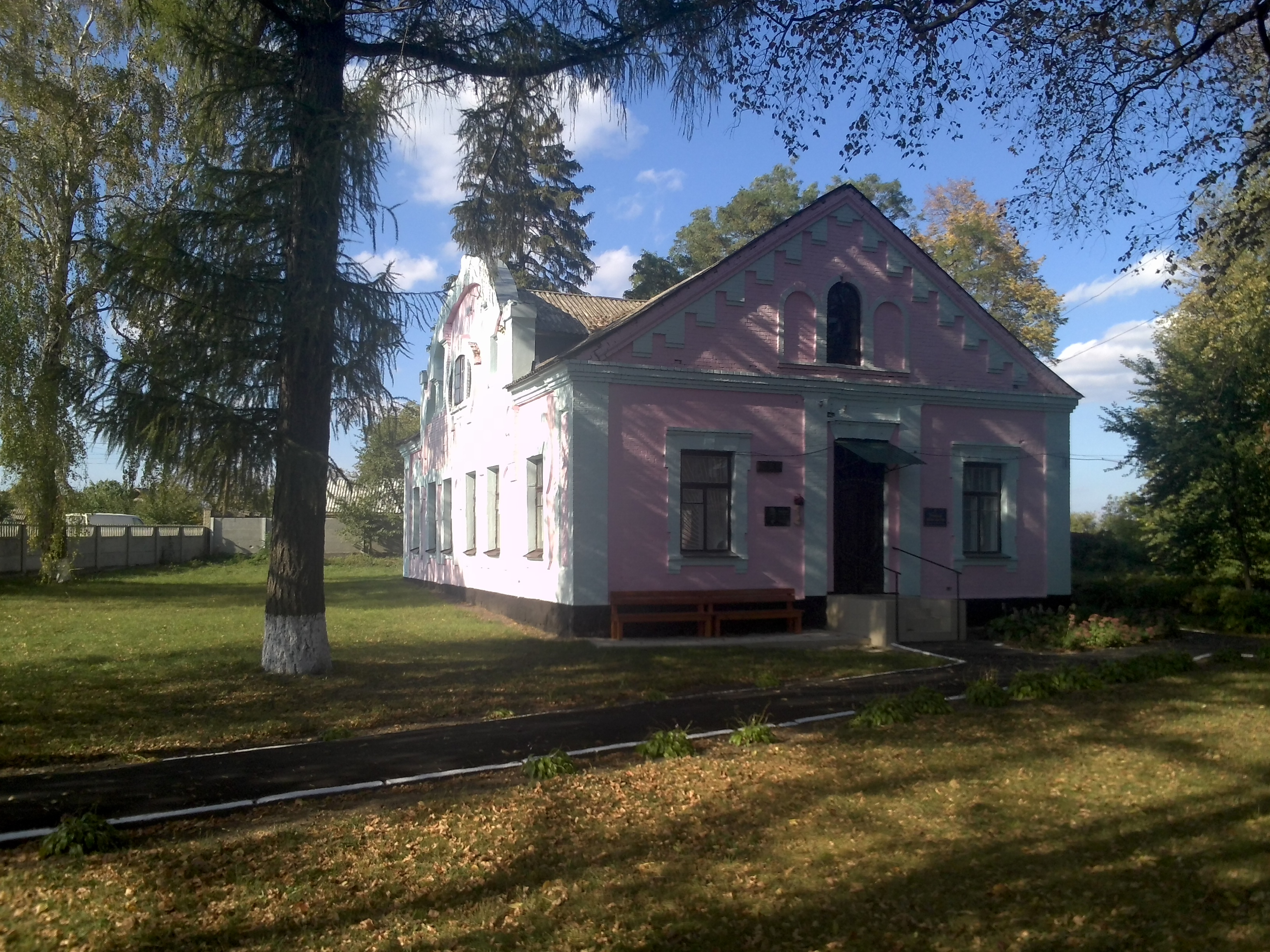
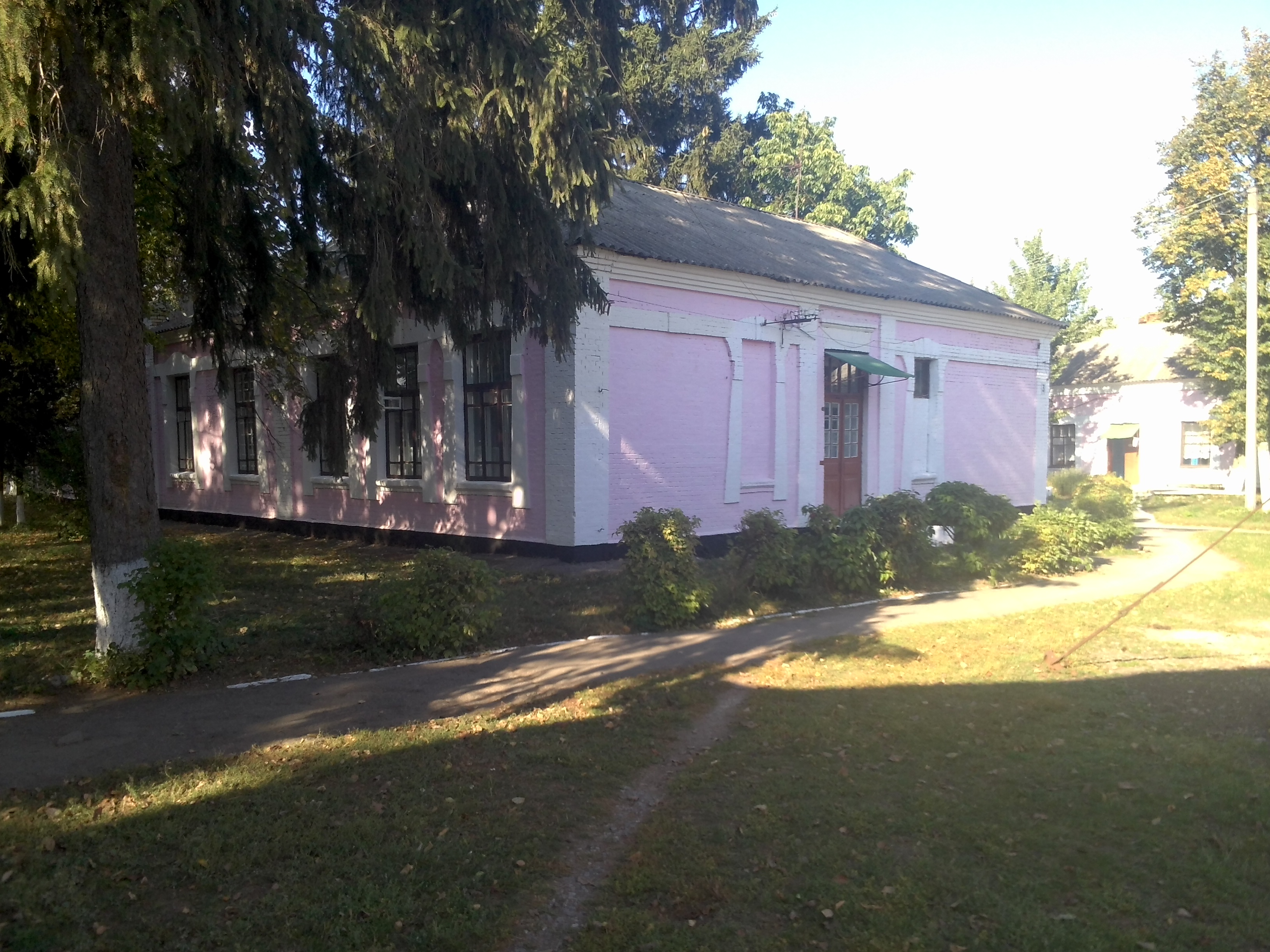
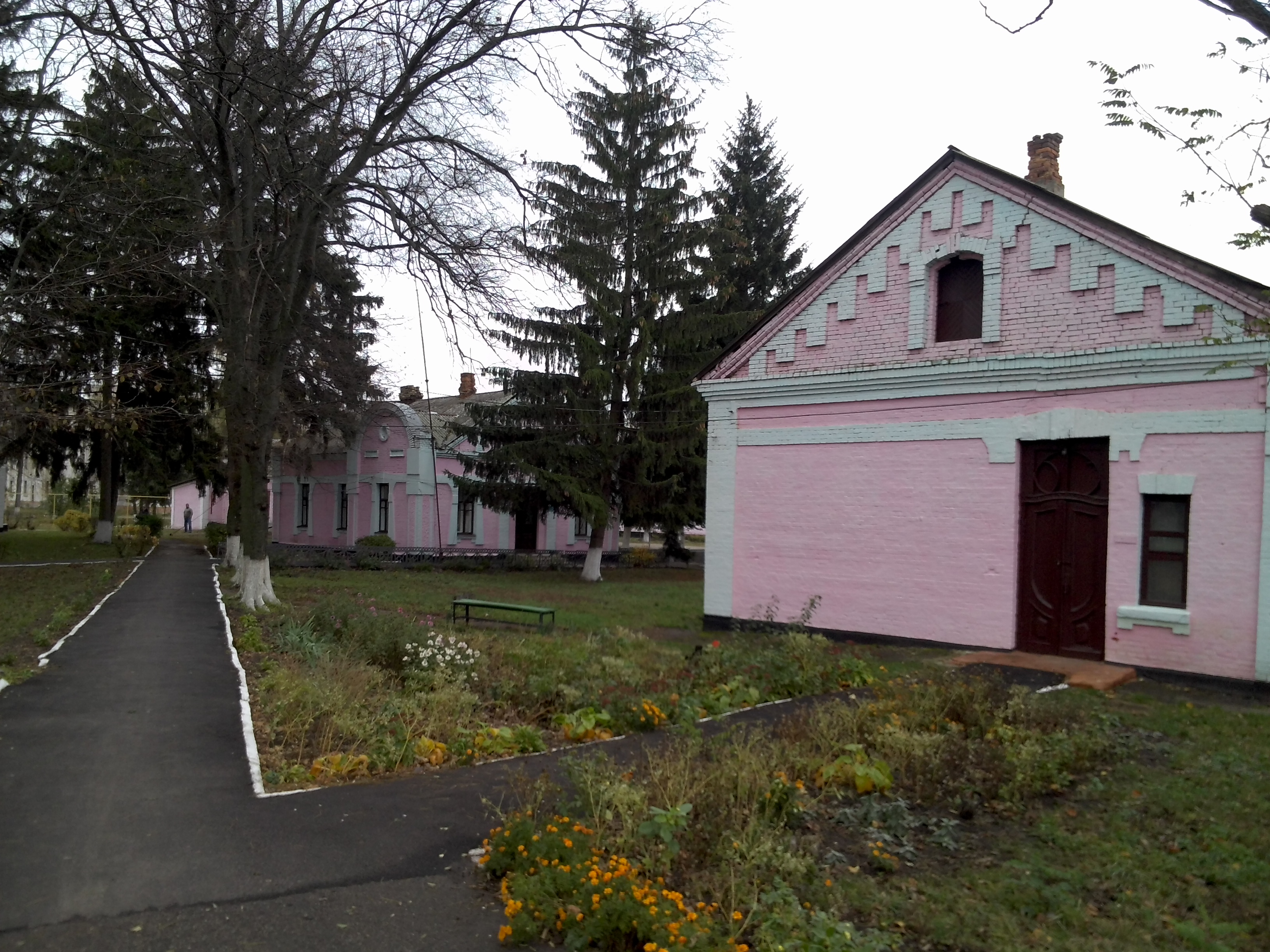
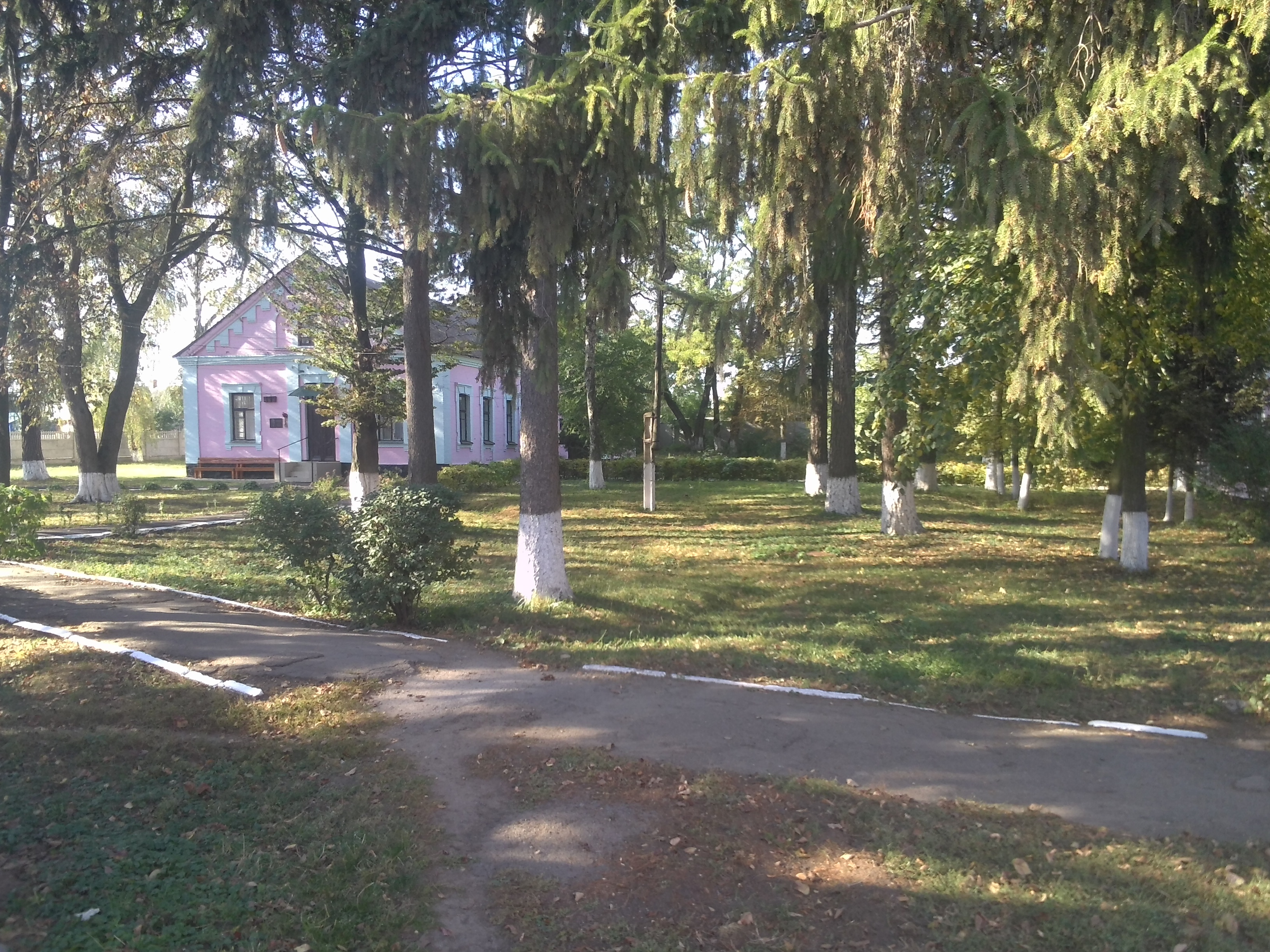
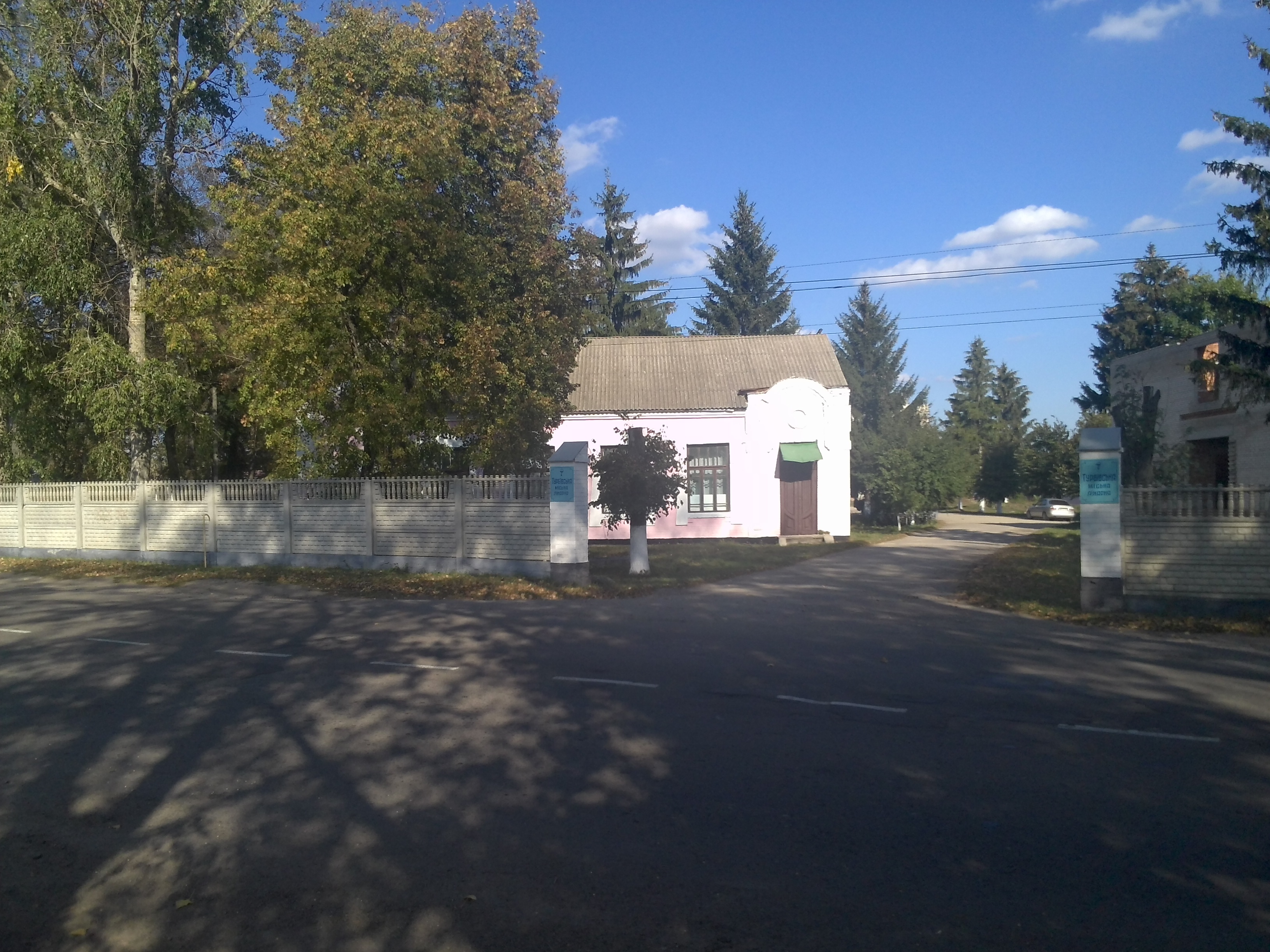
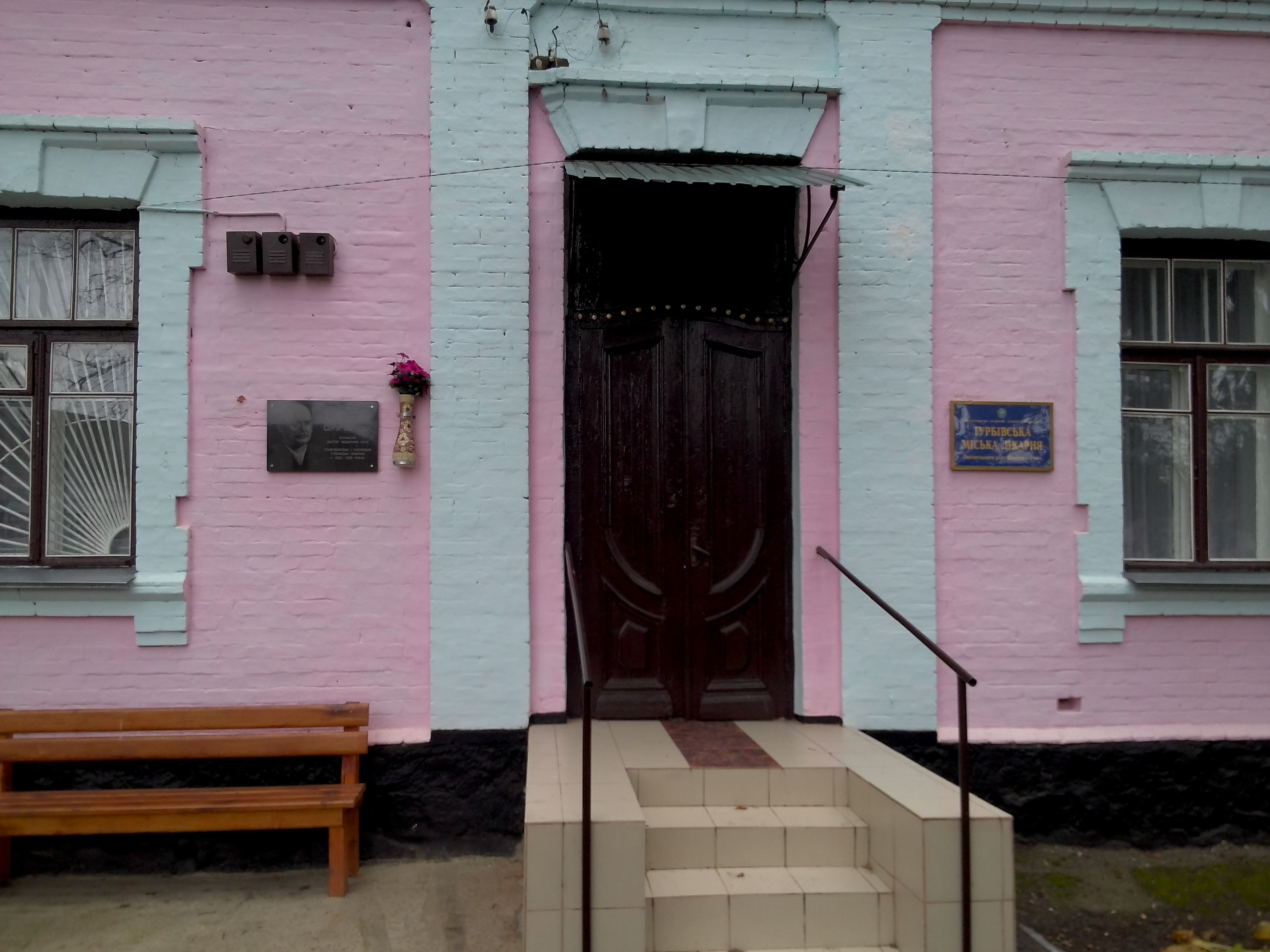
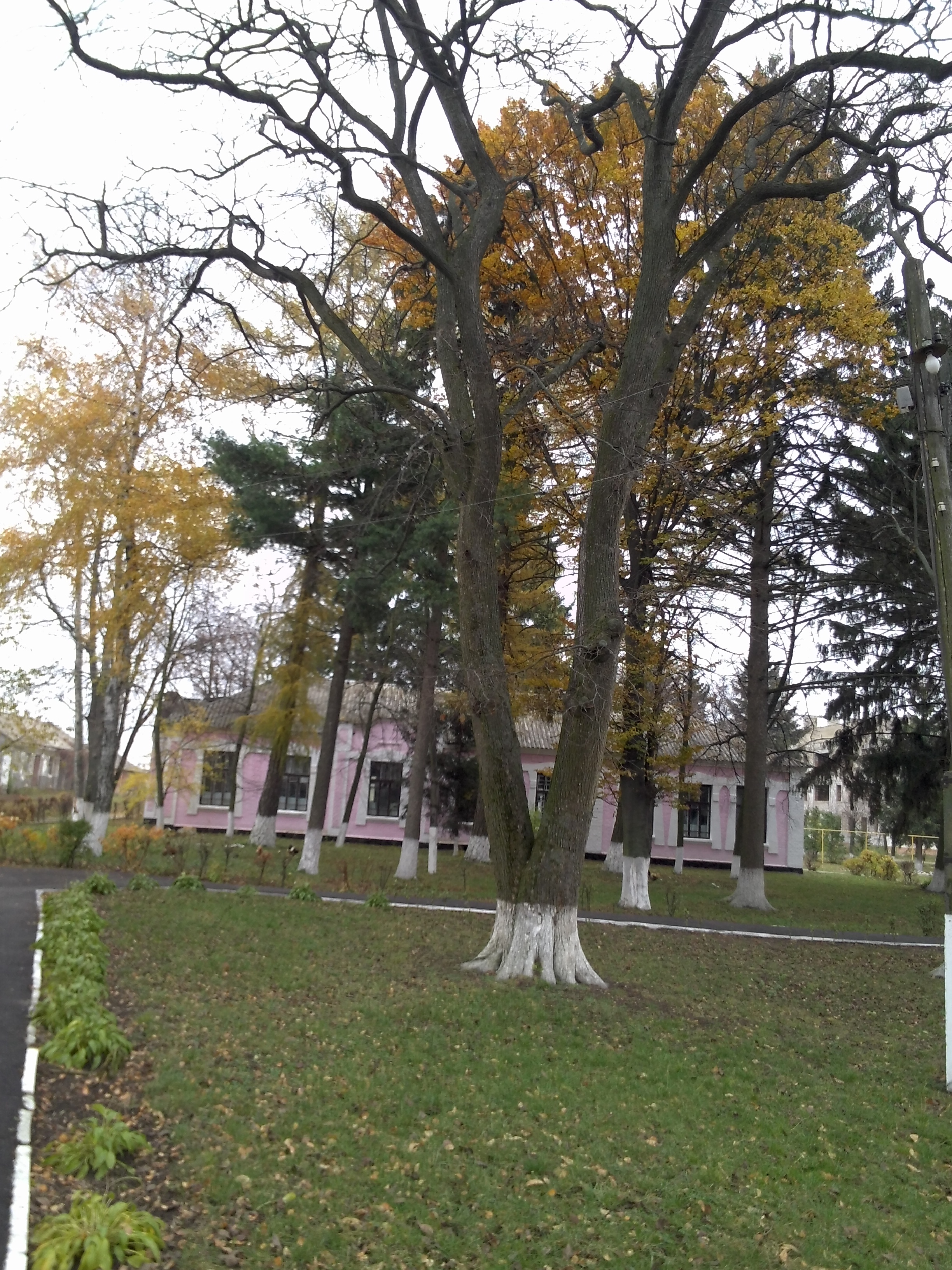